# Yılmaz Atadeniz
Ragıp Yılmaz Atadeniz, né le 1er février 1932 à Istanbul et mort le 13 décembre 2023 dans la même ville du Covid-19,, est un réalisateur, producteur et scénariste turc,,,.

## Biographie
Yılmaz Atadeniz est diplômé du lycée de Kabataş. Après la mort soudaine de son frère aîné Orhan Atadeniz, qui était monteur et a réalisé entre autres Tarzan İstanbul-da (« Tarzan à Istanbul »), il commence à travailler en 1951 au studio de cinéma Erman Film (tr) d’abord en tant que technicien. Il réalise son premier film, Yüz karası (« Honteux »), en 1963 et atteint la notoriété grâce à Yedi Kocalı Hürmüz (« Hürmüz avec sept maris ») et crée sa société de production. Il a tourné plus de 100 films durant sa vie.

## Filmographie
- 1963: Yedi Kocalı Hürmüz
- 1964: İki Sene Mektep Tatili
- 1964: Yüz Karası
- 1965: Aşkım Silahımdır
- 1965: Dağların Oğlu
- 1965: Kahreden Kurşun
- 1965: Kan Gövdeyi Götürdü
- 1966: Çirkin Kral
- 1966: Kibar Haydut
- 1966: Kovboy Ali
- 1966: Silahların Kanunu
- 1966: Yedi Dağın Aslanı
- 1966: Para Kadın Ve Silah
- 1967: Casus Kıran
- 1967: Çirkin Kral Affetmez
- 1967: Killing İstanbul'da
- 1967: Killing Uçan Adam'a Karşı
- 1967: Yüzbaşı Kemal / Acı İntikam
- 1967: Caniler Kralı Killing
- 1967: Soy Ve Öldür
- 1968: Kafkas Kartalı
- 1968: Maskeli Beşler
- 1968: Maskeli Beşlerin Dönüşü
- 1968: Ölümsüz Adam
- 1969: Çakırcalı Mehmet Efe
- 1969: Ebu Müslim Horasani
- 1969: Güney Ölüm Saçıyor
- 1969: Ringo Vadiler Aslanı
- 1969: Zorro Kamçılı Süvari
- 1969: Zorro'nun İntikamı
- 1970: Kan Yağmuru
- 1970: Kralların Kaderi
- 1970: Maskeli Şeytan
- 1970: On Kadına Bir Erkek
- 1970: Şampiyon
- 1970: Yemende Bir Avuç Türk
- 1971: Azrail Peşimizde
- 1971: Belanın Kralı
- 1971: Beş Hergele
- 1971: Cehenneme Dolmuş Var
- 1971: Kara Cellat
- 1971: Azrail
- 1971: Bicirik İş Başında
- 1971: Bicirik İş Peşinde
- 1971: Çapkın Ve İnsafsız
- 1971: Jilet Kazım
- 1972: Baskın
- 1972: Ölmek Var Dönmek Yok
- 1972: Tuzsuz Deli Bekir
- 1972: Yılmayan Şeytan
- 1973: Dağ Kanunu
- 1973: Zalim
- 1974: Dört Hergele
- 1974: Komando Behçet
- 1974: Öpme Sev
- 1974: Sev Beni Behçet
- 1975: O'nun Hikayesi
- 1975: Sarı Necmiye / İt Adası
- 1975: Turhanoğlu
- 1976: Afilli Delikanlı
- 1976: Kadı Han
- 1977: Ateş Parçası / Tatlı Melek
- 1978: Bionik Ali Futbolcu
- 1978: Hedefte Vuruşanlar
- 1978: Ölüm Çemberi / Kanlı Hayat
- 1979: Kalleş Adam
- 1979: Karpuzcu
- 1979: Süper Selami
- 1979: Tatlı İstanbul Geceleri
- 1980: Akrep
- 1980: Berduş
- 1981: Kader Arkadaşı
- 1982: Kanije Kalesi
- 1982: Son Akın
- 1983: Doğarken Öldüm
- 1983: Gül Ağacı
- 1983: Kobra
- 1984: Çare Sende Allahım
- 1985: İkizler
- 1985: Güldür Yüzümü
- 1985: Kul Kuldan Beter
- 1986: Cilalı İbo Maceralar Peşinde
- 1986: Çığlık
- 1986: Hapishane Gülü
- 1986: Hayat Merdiveni
- 1986: Kader Rüzgarı
- 1986: Küskünüm
- 1986: Seni Seviyorum
- 1986: Sevmek Neye Yarar
- 1987: Çaycılar Kralı
- 1987: Donanmanın Gülü
- 1987: Hasret
- 1987: Talihsizler
- 1987: Yalvarış
- 1988: Acılar
- 1988: Emanet-2
- 1989: Afacan
- 1989: Kınalı Hanzo
- 1989: Gülom
- 1989: Şah Mat
- 1990: Afacan Ateş Parçası
- 1992: Deli Balta
- 1992: Polis
- 1993: Solan Gül
- 1994: Afacan Tatlı Bela
- 1997: Babamı Arıyorum
- 1998: Aşk ve Barış
- 1999: Akşam Güneşi
- 1999: Veliler Serdarı / Hasan-ı Basr
- 2015: İkimize Bir Dünya